# Macropsis fuscinervis
Macropsis fuscinervis är en insektsart som beskrevs av Karl Henrik Boheman 1845. Macropsis fuscinervis ingår i släktet Macropsis och familjen dvärgstritar. Arten är reproducerande i Sverige. Inga underarter finns listade i Catalogue of Life.